# دانشگاه یوتیکا نیویورک
دانشگاه یوتیکا یک دانشگاه خصوصی در یوتیکا، نیویورک است. تاریخ این دانشگاه به دهه ۱۹۳۰ برمی گردد که دانشگاه سیراکیوز شروع به ارائه دوره‌های آموزشی در منطقه یوتیکا کرد.
در سال ۲۰۱۶ این دانشگاه ۳۰۸۴ دانشجوی کارشناسی و ۱۳۷۹ دانشجوی تحصیلات تکمیلی را ثبت نام کرد. بیش از ۳۲٬۰۰۰ فارغ‌التحصیل دانشگاه یوتیکا وجود دارد.

## تاریخچه
تاریخچه این دانشگاه به دهه ۱۹۳۰ برمی گردد وقتی که دانشگاه سیراکیوز شروع به ارائه دوره‌های تکمیلی در منطقه اوتیکا کرد. دانشگاه سیراکیوز این دانشگاه را به عنوان یک مؤسسه چهار ساله در سال ۱۹۴۶ تأسیس کرد. در آن زمان به کالج اوتیکا دانشگاه سیراکیوز معروف بود. در سال ۱۹۹۵ به یک نهاد مستقل مالی و قانونی تبدیل شد که به عنوان کالج اوتیکا بدون وابستگی دانشگاه سیراکیوز فعالیت می‌کرد. این دانشگاه در سال ۱۹۹۹ شروع به ارائه مدارک تحصیلات تکمیلی خود و در سال ۲۰۱۱ مدارک کارشناسی خود کرد. با تصویب هیئت نایب رئیسه دانشگاه ایالت نیویورک، کالج اوتیکا در ۱۷ فوریه ۲۰۲۲ رسماً نام خود را به دانشگاه یوتیکا تغییر داد. این تغییر در پی اصلاحیه تعریف هیئت مدیره از «دانشگاه» که ماه قبل به تصویب رسید، صورت گرفت که در آن مدارس دیگر ملزم به ارائه دکترا در حداقل سه موضوع برای واجد شرایط شدن برای وضعیت دانشگاهی نیست.

## محوطه دانشگاه
دانشگاه یوتیکا در ابتدا در مرکز شهر یوتیکا در آنچه که اکنون میدان اونایدا نامیده می‌شود قرار داشت. در سال ۱۹۶۱ این مدرسه به پردیس فعلی ۱۲۸ ایکری (۵۲ هکتاری) خود که در منطقه غربی شهر قرار دارد نقل مکان کرد. نزدیک به مرزهای آن شهرهای وایتسبورو، و نیو هارتفورد هستند. می‌توان محوطه را از جاده برستون و خیابان چمپلین دسترسی داشته باشد.

## فارغ التحصیلان قابل توجه
دیوید آنکرم (متولد ۱۹۵۸)، بسکتبالیست، برترین گلزن لیگ برتر بسکتبال اسرائیل ۱۹۹۴
شروود بوهلرت، ۱۹۶۱، نماینده کنگره ایالات متحده آمریکا از ژانویه ۱۹۸۳ تا ژانویه ۲۰۰۷.
فرانک لنچرکیا، ۱۹۶۲، استاد ادبیات در دانشگاه دوک.
جان ام. مک هیو. ۱۹۷۰، نماینده کنگره ایالات متحده آمریکا از ژانویه ۱۹۹۳ تا ۲۰۰۹. وزیر ارتش ایالات متحده آمریکا از سال ۲۰۰۹ تا ۲۰۱۵.
اندی رابین لیسانس علوم ۱۹۸۶، پیشگام فن آوری، یکی از بنیانگذاران و مدیر عامل سابق هر دو دنجر و اندروید بود. او معاون ارشد محتوای موبایل و دیجیتال در گوگل بود.
دیوید پی. وبر لیسانس علوم ۱۹۹۵، مؤسسه شهروندان و دانش پژوهان. همکار و بازرس کل سابق برای ایالات متحده، کمیسیون بورس و اوراق بهادار آمریکا، افشاگر، مربوط برنارد میداف، الن استنفورد، مسائل مصالحه سایبری. در حال حاضر یک استاد در سیستم دانشگاه مریلند است.